# Fogliano Redipuglia
Fogliano Redipuglia är en kommun i regionen Friuli-Venezia Giulia i Italien och tillhörde tidigare även provinsen Gorizia som upphörde 2017. Kommunen hade 3 064 invånare (2018).